# Bayreuther Feuerwehr-Museum
Das Bayreuther Feuerwehr-Museum befindet sich im Gebäude der Hauptwache der Bayreuther Feuerwehr.
Das Museum befindet sich in der Neuen Feuerwache der Stadt Bayreuth. Das Museum wurde 1991 zum 130-jährigen Bestehen der Freiwilligen Bayreuther Feuerwehr eröffnet. Wegen ständiger Erweiterung der Exponate wird ein neuer Standort für das Museum gesucht. Der Trägerverein Bayreuther FeuerwehrMuseum e.V. wurde am 6. August 2002 mit 53 Mitgliedern gegründet. Hauptaufgabe des Vereins ist die Bewahrung, Restaurierung und Präsentation historischer Feuerwehrfahrzeuge und Feuerwehrtechnik.
Das Feuerwehrmuseum (siehe auch Liste von Feuerwehrmuseen) stellt Groß- und Kleinfahrzeuge zur Feuerwehrgeschichte aus. Die Ausstellung umfasst außerdem kleinere Exponate, darunter historische und internationale Abzeichen, Helme und Uniformen. Das Museum beherbergt verschiedene historische Feuerwehrfahrzeuge der Marke Magirus-Deutz. Ausgestellt werden zum Beispiel ein Tanklöschfahrzeug Typ Mercur 125A (TLF 16) von 1960, eine Drehleiter Typ Mercur 150 (DL23-12) von 1963 und eine Drehleiter Typ MD 80 D 6F (DL 16-4) von 1971. Zurzeit (Juli 2012) befinden sich zwei weitere Großfahrzeuge in der Restaurierung: ein weiteres Tanklöschfahrzeug von Magirus-Deutz sowie eine Opel-Blitz-Drehleiter von 1939. Eine tragbare Handdruckspritze aus dem 18. Jahrhundert und eine Karrenspritze aus dem Jahre 1868 zählen zu den ältesten Exponaten des Museums. Weitere historische Feuerspritzen, Schlauchwagen, Tragkraftspritzen und Leiterfahrzeuge gehören zum Inventar des Museums.